# Dorothy Donaldson
Dorothy „Dorrie“ Donaldson (geborene Dorothy Cunningham Brown; * 1915 in Waterford; † 4. September 2011) war eine irische Hockey- und Badmintonspielerin. 

## Leben und Karriere
Dorothy Donaldson, geboren 1915 in Waterford, errang ihre ersten sportlichen Erfolge vor dem Zweiten Weltkrieg vorwiegend im Hockey. Bis 1948 repräsentierte sie ihre Heimat in dieser Sportart. Danach konzentrierte sie sich auf den Badmintonsport, in welchem sie bis 1956 neun Mal nationale Titelträgerin wurde.